# 록산 게이
록산 게이(Roxane Gay, 1974년 10월 15일 출생)는 미국의 작가, 교수, 편집자, 사회 평론가이다. 게이는 뉴욕 타임스 베스트셀러 에세이집인 《나쁜 페미니스트》(2014)를 비롯하여 단편 소설집 《아이티》(2011), 소설 《길들여지지 않은 상태》(2014), 단편 소설집 《어려운 여자들》(2017), 회고록 《기아》(2017)의 저자이다.
게이는 럿거스 대학교 미디어, 문화, 페미니스트 연구의 글로리아 스타이넘 석좌교수이다. 그녀는 동일리노이 대학교에서 4년간 조교수로 재직한 후 퍼듀 대학교에 영어 부교수로 합류하여 종신 교수가 되었다. 2018년, 그녀는 퍼듀를 떠나 예일 대학교의 방문 교수가 되었다. 그녀는 2022년에 럿거스에 합류했다.
게이는 뉴욕 타임스의 기고가이자 타이니 하드코어 프레스의 설립자, 더 럼퍼스의 에세이 편집자이며, 미디엄과 협력하여 설립된 게이 매거진의 편집자이다.

## 어린 시절과 교육
게이는 1974년 10월 15일 오마하에서 태어났다. 부모는 마이클과 니콜 게이로, 둘 다 아이티 혈통이다. 그녀의 어머니는 주부였고, 아버지는 아이티 콘크리트 회사 GDG Béton et Construction의 소유주이다. 그녀는 하버드 대학교 교수 클로딘 게이의 사촌이다.
게이는 가톨릭 신자로 자랐으며 여름마다 아이티에 있는 가족을 방문하며 보냈다. 그녀는 뉴햄프셔주의 필립스 엑서터 아카데미에서 고등학교를 다녔다. 게이는 십대 시절부터 에세이를 쓰기 시작했으며, 초기 작업의 상당 부분은 어린 시절 겪은 성폭력 경험의 영향을 받았다. 그녀의 부모는 비교적 부유하여, 대학 학비를 지원하고 30세까지는 집세를 지불해 주었다.
뉴햄프셔주 엑서터의 필립스 엑서터 아카데미를 졸업한 후, 게이는 예일 대학교에서 학부 과정을 시작했지만, 애리조나주에서 연애를 추구하기 위해 3학년 때 중퇴했다. 그녀는 노리치 대학교의 버몬트 칼리지에서 학사 학위를 마쳤고, 네브래스카 대학교 링컨에서 창작 문예를 전공한 석사 학위도 취득했다.
게이는 2010년 미시간 공과대학교에서 수사학 및 기술 커뮤니케이션 철학박사 학위를 받았다. 그녀는 오미크론 델타 카파 서클에 입회했다. 그녀의 학위논문은 "주체적 위치 전복: 작가로서의 학생과 기술 커뮤니케이터로서의 공학 학생에 대한 새로운 담론을 향하여"라는 제목이다. 앤 브래디가 그녀의 논문 지도 교수였다.

## 경력
박사 학위를 마친 후, 게이는 2010년 동일리노이 대학교에서 학계 교육 경력을 시작했으며, 그곳에서 영어 조교수로 재직했다. EIU 재직 당시, 그녀는 블러스템 매거진의 기고 편집자였으며, 타이니 하드코어 프레스를 설립하기도 했다. 게이는 2013-14학년도 말까지 동일리노이 대학교에서 근무했다. 그녀는 2014년 8월부터 2018년까지 퍼듀 대학교의 예술 석사 프로그램에서 창작 문예 부교수로 재직했다. 게이는 2018년 10월 퍼듀에서의 사임을 발표하며 보상 공정성에 대한 우려를 표명하고 퍼듀가 이 문제를 해결하지 못했다고 언급했다. 2019년 봄에는 예일 대학교의 방문 교수로 재직했다. 2022년에는 럿거스 대학교에 합류하여 미디어, 문화, 여성주의 연구 분야의 글로리아 스타이넘 석좌교수가 되었다.
게이는 단편 소설집 《아이티》(2011)를 출간한 후 2014년에 소설 《길들여지지 않은 상태》와 에세이집 《나쁜 페미니스트》(2014) 두 권을 출간했다. 타임의 한 리뷰는 "게이의 글은 단순하고 직접적이지만 결코 차갑거나 무미건조하지 않다. 그녀는 정체성과 특권이라는 복잡한 문제들을 직접적으로 다루지만, 항상 접근하기 쉽고 통찰력이 있다"고 언급했다.
2021년 5월, 게이는 그로브 애틀랜틱 산하에 '록산 게이 북스'라는 새로운 임프린트를 시작한다고 발표했다. 이 임프린트를 통해 출판될 첫 세 권의 책은 2023년에 발표되었다.
2023년, 게이는 뉴욕 타임스의 370명 이상의 기고자 중 한 명으로, 신문의 트랜스젠더 보도에 대한 "심각한 편집 편향 우려"를 표명하는 공개 서한에 서명했다. 이 서한은 보도를 "섬뜩할 정도로 익숙한 유사 과학과 완곡하고 선동적인 언어의 혼합"으로 특징지었고, 트랜스젠더 기고자에 대한 신문의 고용 관행에 대한 우려를 제기했다. 이듬해, 게이는 뉴욕 타임스에 에세이를 게재하여 에밀 졸라의 나는 고발한다…!와 마틴 루서 킹 주니어 박사의 "버밍엄 감옥에서 보낸 편지"라는 가치 있는 전통에도 불구하고, 공개 서한이 작가들로 하여금 "자신들의 깊이 간직한 신념을 의심하거나 의혹과 씨름할 필요 없이 굳게 지키도록" 하고 "무력감을 실천보다는 행위로 완화"하게 함으로써 "끝나야 한다"고 비난했다.

## 프로젝트

### 길들여지지 않은 상태
2014년, 게이는 데뷔 소설 《길들여지지 않은 상태》를 출간했는데, 이 소설은 몸값을 요구하며 납치된 아이티계 미국인 여성 미레이유 듀발 제임슨을 중심으로 전개된다. 이 소설은 인종, 특권, 성폭력, 가족, 이민자 경험이라는 상호 연결된 주제들을 탐구한다. 《길들여지지 않은 상태》는 그 구조와 스타일, 특히 "옛날 옛적 먼 나라에서, 나는 두려움 없는 동시에 겁에 질린 젊은 남자들 무리에게 납치당했다. 그들의 몸속에는 불가능한 희망이 너무나 강렬하게 뛰놀아 피부를 태우고 뼈를 뚫고 의지를 강하게 했다"라는 첫 문장과 작가가 아메리칸 드림과 미레이유 부모의 구애를 탐구하는 방식 때문에 종종 동화로 불린다.
아티카 로크는 가디언 리뷰에서 이 소설을 "숨 막히는 데뷔 소설"이라고 불렀고, 워싱턴 포스트는 "영리하고 신랄한 소설"이라고 평했다.

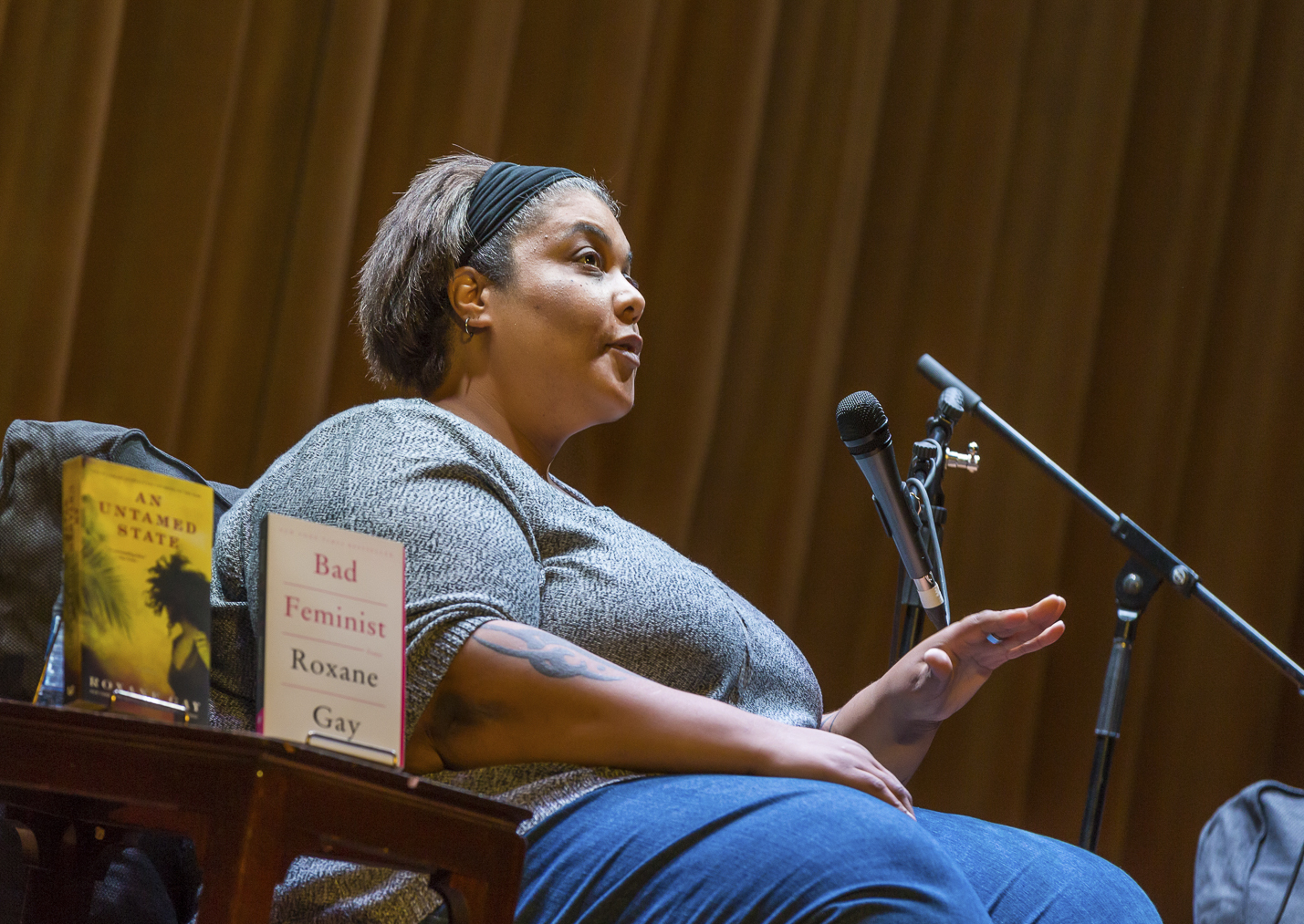
2015년 레이첼 젤라스와 대화 중인 게이

### 나쁜 페미니스트
게이의 에세이집 《나쁜 페미니스트》는 2014년에 출간되어 폭넓은 찬사를 받았으며, 문화 및 정치 문제들을 다루었고 뉴욕 타임스 베스트셀러가 되었다. 《타임》 매거진의 한 리뷰어는 《나쁜 페미니스트》를 "인간이 되는 법에 대한 매뉴얼"이라고 평하며 게이를 "끊임없이 주는 선물"이라고 불렀다. 2014년 매거진과의 인터뷰에서 게이는 여성주의자로서의 역할과 그것이 그녀의 글쓰기에 어떻게 영향을 미쳤는지 설명했다: "이 에세이들 각각에서 저는 페미니즘이 좋든 나쁘든 제 삶에 어떻게 영향을 미치는지 보여주려고 노력하고 있습니다. 그것은 여성으로서 세상을 살아가는 것이 어떤지 보여줄 뿐입니다. 그것은 페미니즘 자체에 관한 것이 아니라 인간성과 공감에 관한 것입니다."
가디언의 비평가 키라 코크런은 유사한 평가를 내렸다. "온라인 담론은 종종 극단적이고 양극화된 의견으로 특징지어지지만, 그녀의 글은 미묘하고 논리적이며, 구석구석을 꿰뚫어 보고, 다른 관점들을 인정하면서도 자신의 관점을 조심스럽게 발전시키는 능력으로 독특하다. 인쇄물, 트위터, 그리고 직접 대면할 때, 게이는 조언을 구할 때 가장 먼저 떠오르는 친구의 목소리를 가지고 있다. 침착하고 온화하며 유머러스하고, 많은 것을 보았고 어떤 포로도 잡지 않는다."
페미니스트 학자 및 활동가 그룹은 페미니스트 저널 징후: 여성 문화 및 사회 저널의 이니셔티브인 "단평: 공공 페미니즘에 대한 도발"을 위해 게이의 《나쁜 페미니스트》를 분석했다.

### 와칸다의 세계
2016년 7월, 게이와 시인 요나 하비는 마블 코믹스의 블랙 팬서 타이틀의 스핀오프인 《와칸다의 세계》의 작가로 발표되었으며, 이로써 그들은 마블의 주요 작가가 된 최초의 흑인 여성이 되었다. 이 만화는 6개의 이슈로 출판되었다.
《블랙 팬서: 와칸다의 세계》는 LGBTQ 캐릭터를 부각시켰다는 찬사를 받았다. 이 만화는 블랙 팬서의 여성 보안군인 도라 밀라제의 전 멤버인 두 연인 아네카와 아요의 여정을 따랐다. 이 시리즈는 타노스의 도시 포위와 네이머의 와칸다 침수 등 여러 사건을 통해 이 두 사람을 추적한다.
이 시리즈의 취소는 2017년 6월 게이에 의해 확인되었는데, 블랙 팬서 영화의 예고편이 공개된 지 이틀 만이었다. 마지막 호는 2017년 3월에 발행되었다. 마블은 취소에 대한 공식적인 이유를 밝히지 않았지만, 페미니스트 기술 웹사이트 더 메리 슈는 마블이 "다양성 타이틀"에 대해 비판하고 마블 부사장 데이비드 가브리엘이 "사람들은 더 이상 다양성을 원하지 않았다. 여성 캐릭터를 원하지 않았다. 우리가 믿든 안 믿든, 우리가 들은 바는 그러했다. 그것이 정말 사실인지는 모르겠지만, 판매량에서 그렇게 나타났다"고 말한 것과 연관 지었다.

### 어려운 여자들
2017년, 게이는 사회의 정상적인 삶의 스펙트럼과 다른 삶을 사는 여성들을 조명하는 단편 소설집 《어려운 여자들》을 출간했다. 각 이야기는 다른 등장인물과 그녀가 겪는 외상적 경험 또는 사회적 규범과 다른 점들을 다룬다. 이 이야기들은 성과 폭력의 복잡한 관계와 같은 어렵고 복잡한 주제들을 탐구한다.

### 굶주림
《굶주림: 내 몸의 회고록》은 2017년 6월에 출간되었다. 이 책 전반에 걸쳐 게이는 체중, 신체 이미지, 음식과의 긍정적인 관계 구축에 대한 자신의 경험을 다루고 있으며, 특히 어린 시절 성폭력 피해자로서의 경험 이후의 이야기를 다룬다. 사실 이 책은 "이전"과 "이후"의 두 부분으로 나뉘며, 강간을 당한 날이 분기점이 된다. 12세에 게이는 당시 남자친구에게 유인되어 그의 친구들과 함께 집단 강간을 당했다. 그녀는 이 사건을 급격한 체중 증가와 평생에 걸친 몸과 성에 대한 문제의 촉매제라고 설명한다. 게이는 이 책을 "불규칙한 몸을 길들이려 하는 세상에서 살아가는 것이 어떤 것인지"에 대한 증언이라고 묘사했다. 이 회고록은 "놀랍고… 맹렬하게 솔직하다", "매혹적이고 솔직하다", 그리고 "친밀하고 취약하다"는 비평가들의 찬사를 받으며 폭넓은 호평을 받았다.
그녀는 또한 자신이 어떻게 고도 비만이 되었는지와 사회가 그녀를 어떻게 보는지에 대해 솔직하게 썼다. 그녀는 고등학교 때 비만이 되었고 수십 년 동안 체중을 줄이려고 노력했지만 지금도 여전히 비만이라고 썼다. 그녀는 자신의 체중 때문에 자신을 부끄럽게 여기는 사회와 문화를 탐구한다. 그녀는 특히 자신에게 맞는 옷을 찾을 수 없거나 특정 의자에 앉을 수 없는 등 비만 때문에 겪는 어려움을 언급한다. 그녀는 앉아 있던 의자가 부서지고 공개적인 굴욕감을 느꼈던 출판 행사를 묘사했다. 그녀는 바이스와의 인터뷰에서 자신의 체중 때문에 종종 성별 오인(misgender)을 당했다고 말했다. 그녀는 덧붙여, "뚱뚱하다는 것은 당신이 매력적이지 않다는 것을 의미합니다. 그래서 여자로서 당신은 기본적으로 성별이 제거됩니다. 사람들은 또한 종종 뚱뚱한 몸을 남성으로 읽습니다."
《굶주림》을 홍보하기 위한 전국 순회 북 투어 이후, 게이는 책에 대한 언론 보도가 "매우 어려웠다. 왜냐하면 사람들은 뚱뚱하다는 것에 대해 어떻게 이야기해야 할지 모르기 때문이다"라고 말했다. 2017년 6월, 호주 웹사이트 마마미아는 게이와의 인터뷰를 게재하며, 그녀의 방문을 위해 어떻게 준비했는지에 대한 수많은 세부 사항을 공개했는데, 이는 그녀의 체중으로 인한 "물류 악몽"이었다고 묘사했다. 트위터에서 게이는 나중에 "사무실 엘리베이터에 들어갈 수 있을까?"와 같은 질문을 포함한 이러한 준비들을 "잔인하고 굴욕적"이라고 묘사했다. 뉴욕 타임스와의 인터뷰에서 게이는 논란이 된 사건이 "유용했다. 왜냐하면 사람들이 실시간으로 뚱뚱함 공포증이 어떤 모습인지, 그리고 뚱뚱한 사람들이 존엄성을 가질 자격이 있다는 것을 얼마나 부주의하게 여길 수 있는지 알게 되었기 때문이다. 그래서 저는 제가 이 책을 쓴 이유에 대한 유용한 예시라고 생각한다"고 말했다.
2019년 2월 USC에서 열린 강연 행사에서 질의응답 시간에 혁명공산당 지지자들이 공동 연설자 아만다 응우옌의 테러와의 전쟁 중 미국 정부에서의 활동을 비판했다. 이에 게이는 트위터에서 응우옌을 옹호했다.

### 그렇게 나쁘지 않아
게이는 《그렇게 나쁘지 않아: 강간 문화에서 온 이야기》라는 앤솔러지의 편집자였다. 2018년 하퍼콜린스에서 출판된 이 컬렉션에는 게이와 스테이시 메이 파울스, 리즈 렌즈, 삼히타 무코파디하이, 앨리 시디, 브랜든 테일러, 개브리엘 유니언을 포함한 29명의 다른 작가들의 에세이가 실려 있다.

### 게이 매거진
미디엄은 2017년 게이에게 온라인 출판 플랫폼을 위한 "팝업" 잡지를 시작할 가능성에 대해 문의했다. 이 잡지는 문화 비평을 전문으로 하며, 게이의 편집 작업 등 작가들에게 돈을 지불할 것이다. 이 주간 온라인 간행물은 미디엄의 부편집자 로라 준과 편집장 케이틀린 애덤스와 함께 제작되었다. 2019년 4월 말에 발행된 첫 호에는 아테나 딕슨과 그레이스 라베리의 에세이가 실려 있다. 2019년 5월, 게이와 미디엄은 공식적으로 새로운 출판물인 게이 매거진을 출시했다. 이 단명한 잡지는 미디엄에서 GAY The Magazine—The Best Stories About Culture와 Gay Mag으로도 불렸다. 계획된 분기별 테마판 중 첫 번째는 2019년 6월에 나왔으며, 의뢰된 기사 외에 공개 투고도 모집되었다. 미디엄의 게이 매거진 마지막 호는 '권력'을 주제로 코로나바이러스감염증-19 팬데믹의 전 세계적인 봉쇄 기간인 2020년 4월 3일에 게시되었다.
2019년 10월, 게이 매거진에 대해 질문을 받았을 때, 게이는 "저는 항상 편집자로서 목표하는 바를 하고 있습니다. 그것은 똑똑하고 흥미로운 이야기를 가진 다양한 목소리들을 위한 문학적 공간을 만들고, 더 중요하게는 그들에게 충분한 보수를 지불하는 것입니다. 디지털 미디어 환경의 가장 큰 과제 중 하나는 돈이 상단에 집중되어 편집자와 작가들에게 거의 흘러내리지 않는다는 것입니다. 그래서 미디엄의 지원을 받아 – 얼마나 오래 지속될지는 모르지만 – 우리가 사람들에게 공정하고 정당하게 보수를 지불할 수 있는 출판물을 만들 수 있다는 것은 정말 좋은 일입니다. 거기에는 정말 좋은 글들이 많이 있고, 그것들을 세상에 내놓는 데 작은 도움이라도 줄 수 있다는 것이 좋습니다."라고 답변했다.
2020년 1월 21일, 게이와 웬디 C. 오티즈가 케이트 엘리자베스 러셀에 대해 공개적으로 표절 혐의를 제기한 후, 1월 29일 게이 매거진은 러셀의 당시 곧 출간될 소설 《나의 어두운 바네사》가 오티즈의 회고록 《발굴》과 "섬뜩할 정도로 이야기 유사성"을 공유한다고 주장하는 에세이를 게재하며 《나의 어두운 바네사》를 "소설화되고 선정적으로 만들어졌다"고 불렀다. AP 통신은 "두 책을 검토한 평론가들은 표절의 증거를 찾지 못했다"고 보도했고, 뉴욕 매거진도 마찬가지였다.) 이러한 주장에 대응하여 오프라 윈프리는 자신의 영향력 있는 북 클럽에서 《나의 어두운 바네사》를 제외시켰다. 러셀은 혐의를 부인했다.

### 다루기 힘든 몸
2018년 4월, 게이는 온라인 출판 플랫폼 미디엄과 협력하여 '다루기 힘든 몸'이라는 한 달짜리 팝업 매거진을 만들었다. 이 잡지는 25명의 작가(게이 자신 포함)가 쓴 에세이 앤솔러지를 통해 사람들이 자신의 몸과 공유하는 관계를 탐구했다. 게이는 24명의 작가에게 "다루기 힘든 몸으로 살아가는 것은 무엇을 의미하는가?"라고 질문했다. 이와 관련된 그녀의 책 《굶주림: 내 몸의 회고록》은 2017년에 출판되었다. 2018년 인터뷰에서 게이는 "많은 반복이 있을 것으로 예상했지만 놀랐다. [주제]는 아니지만 스타일은 아니었지만 사람들은 온갖 종류의 것에 대해 썼다. 그들은 성별, 크기, 총기 폭력, 레슬링, 섹스, 능력에 대해 썼다. 그 한 가지 프롬프트에서 작가들이 반응한 문제의 범위는 훌륭했고, 내가 접근한 작가들을 매우 잘 선택했다는 것을 확인시켜 주었다."라고 말했다.
2018년 4월, 온라인 잡지 "게이 매거진"이 실제 출시되기 1년여 전, 게이의 질문에 대한 응답으로 "다루기 힘든 몸"이라는 제목으로 25개의 기사를 게시했다. 작가들은 카베 아크바르, 가브리엘 벨롯, S. 베어 버그만, 키아 브라운, 메건 카펜터, 마이크 코퍼맨, 제나인 카포 크루셋, 켈리 다비오, 멘사 데마리, 다니엘 에반스, 록산 게이, 케이시 해넌, 사만다 어비, 란다 자라르, 키마 존스, 키세 레이몬, 카르멘 마리아 마차도, 테레세 메일호트, 메리 앤 모한라지, 브라이언 올리우, 트레이시 린 올리버, 라리사 팜, 매튜 살레세스, 첼시 G. 서머스, 그리고 당신의 뚱뚱한 친구였다.

### 뱅크스
2019년 12월, 만화책 출판사 TKO 스튜디오는 게이의 《뱅크스》를 출시했다. 《뱅크스》는 시카고에서 가장 성공적인 도둑들인 뱅크스 가문의 여성들에 대한 하이스트 스릴러이다. TKO 스튜디오는 2020년에 매크로(이 회사의 영화들은 펜스에서 비올라 데이비스에게 9개의 오스카 후보 지명과 1개의 오스카 상을 안겨주었다)와 그래픽 노블 영화화를 제작하기 위해 제휴했다고 발표했다. 각본은 게이가 쓰고, 그녀는 또한 총괄 프로듀서로도 활동한다.

### 더 오데서티
2021년 1월, 게이는 자신과 신진 작가들의 에세이를 격주로 다루는 뉴스레터 더 오데서티를 선보였다. 또한 매달 미국 소수계 작가들의 새로운 작품을 조명하는 오데서스 북 클럽의 본거지이기도 하다. 킴벌리 드류와 제나 워섬의 《블랙 퓨처스》로 시작했으며, 2월에는 토리 피터스의 데뷔 소설 《디트랜지션, 베이비》가 뒤를 이었다. 2021년에는 브랜든 홉슨, 애슐리 C. 포드, 앤서니 비스나 소의 책들도 소개되었다.

### 기타 프로젝트
게이는 2014년 11월부터 2015년 8월까지 온라인 페미니스트 글쓰기 사이트이자 더 토스트의 자매 사이트인 더 버터의 편집자였다. 더 버터는 장애, 문학, 가족, 음악 등을 포함한 주제에 대한 글을 실었다. 더 버터는 2015년 8월 발행을 중단했으며, 게이는 자신이 "너무 벅차다"고 밝혔다.
게이는 2015년부터 2018년까지 가디언의 미국 칼럼니스트였다.
게이는 2017년 더 마스터스 리뷰 연간 소설 앤솔러지의 객원 심사위원 겸 객원 편집자였다.
게이는 2016년 6월 17일 디스 아메리칸 라이프의 5분짜리 세그먼트에 출연하여 자신의 몸과 뚱뚱한 사람으로서 어떻게 인식되는지에 대해 이야기했다.
게이는 2017년 1월 TED 북스의 임프린트인 사이먼 & 슈스터에서 2018년 출판 예정이던 자신의 책 《들을 줄 아는 방법》을 철회한다고 발표했다. 이는 그녀가 다른 사이먼 & 슈스터 임프린트에서 대안우파 언론인 마일로 야노풀로스에게 책 계약을 한 것에 반대했기 때문이다.
그녀는 또한 《소녀들의 사랑: 여성의 에로틱 판타지》라는 책을 편집했다. 그녀의 살롱과 현재는 폐지된 HTMLGiant에 대한 정기적인 기고 외에도, 그녀의 글은 《최고의 미국 미스터리 이야기 2014》, 《최고의 미국 단편 소설 2012》, 《최고의 성애 문학 2012》, 《어 퍼블릭 스페이스》, 맥스위니스, 틴 하우스, 옥스포드 아메리칸, 《아메리칸 단편 소설》, 웨스트 브랜치, 버지니아 쿼털리 리뷰, 《눈》, 북포럼, 타임, 로스앤젤레스 타임스, 더 네이션, 그리고 뉴욕 타임스 북 리뷰에 실렸다. 그녀는 마가렛 버스비가 편집한 2019년 아프리카의 딸들 앤솔러지의 기고가이다.
게이는 2016년 책 《여성들과 함께: 100명 이상의 제작자, 예술가, 기업가로부터 얻은 영감과 조언》에 소개되었다.
2019년 7월, 게이는 HBO의 바이스 뉴스 투나잇에서 북클럽을 시작했다.
2019년, 게이는 트레시 맥밀런 코텀과 협력하여 흑인 여성주의 팟캐스트 '히어 투 슬레이'를 제작했으며, 이 팟캐스트에는 스테이시 에이브럼스, 개브리엘 유니언, 에이바 듀버네이 등 영향력 있는 흑인 여성들이 게스트로 출연했다. 2022년에 이 팟캐스트는 '더 록산 게이 아젠다'로 재런칭되었다.
2022년, 게이는 문방구 회사 배런 피그와 협력하여 소비자의 글쓰기 과정을 돕기 위해 디자인된 공책을 만들었다. 그녀는 2023년에 5년 동안 작가의 폐색을 겪었다고 밝혔다.
2025년, 게이와 그녀의 파트너 데비 밀먼이 더 럼퍼스의 새로운 소유주가 되었다고 발표되었다.

## 주제
게이의 많은 작품은 인종, 성 정체성, 성적 지향에 대한 그녀의 개인적인 경험의 관점에서 페미니스트 및 인종 문제의 분석과 해체를 다룬다.

## 사생활
게이는 양성애자이다. 2019년 10월, 그녀는 예술가이자 작가인 데비 밀먼과 약혼했다. 2020년 8월, 게이는 그들이 야반도주했다고 밝혔다.
2018년 1월, 게이는 위장 절제술의 일종인 소매위절제술을 받았다고 밝혔다. 그녀의 키는 6 피트 3 인치 (1.91 m)이다.

## 수상 및 영예
2020년, 최초의 퀴어 퍼레이드 50주년을 기념하여 퀴어티는 게이를 "모든 사람을 위한 평등, 수용, 존엄성을 향해 국가를 이끄는" 50인의 영웅 중 한 명으로 선정했다. 그녀는 또한 2022년 패스트 컴퍼니 퀴어 50 목록에 포함되었다.
| 연도 | 제목           | 수상/영예                                  | 결과   | 참고    |
| ---- | -------------- | ------------------------------------------ | ------ | ------- |
| 2015 | —              | 미국 펜 센터 자유 작가상                   | 수상   | [ 111 ] |
| 2017 | 굶주림         | 전미도서비평가협회상 회고록 부문           | 후보   | [ 112 ] |
| 2018 | —              | 구겐하임 펠로십 일반 논픽션 부문 창작 예술 | 수상자 | [ 113 ] |
| 2018 | —              | 람다 문학 이사회 문학 우수상               | 수상   | [ 114 ] |
| 2018 | 굶주림         | 람다 문학상 양성애 문학 부문               | 수상   | [ 114 ] |
| 2018 | 와칸다의 세계  | 아이스너상 최우수 제한 시리즈 부문         | 수상   | [ 115 ] |
| 2019 | 히어 투 슬레이 | 올해의 팟캐스트 진행자                     | 수상   | [ 116 ] |
| 2021 | —              | 펜 오클랜드 게리 웹 반검열상               | 수상   | [ 117 ] |

## 출판 작품

### 소설
- Gay, Roxane (2011). 《아이티》. 뉴욕/오리건: 아티스티컬리 디클라인드 프레스. ISBN 9781450776714.
- — (2014). 《길들여지지 않은 상태》. 뉴욕: 블랙 캣 / 그로브 애틀랜틱. ISBN 9780802122513.
- — (2017). 《어려운 여자들》. 뉴욕: 그로브 애틀랜틱. ISBN 9780802125392.
- — (2019). 《뱅크스》. 로스앤젤레스: TKO 스튜디오. ISBN 9781732748583.

### 선정 단편 소설
- Gay, Roxane (2016년 7월 6일). “그룹 피트니스”. 《옥스포드 아메리칸》 (영어) (60).
- — (2013). 《내가 모든 것을 배운 해》. 《프레리 스쿠너》 87. 23–41쪽. doi:10.1353/psg.2013.0032. JSTOR 24640291. S2CID 201761324.

### 논픽션
- Gay, Roxane (2014). 《나쁜 페미니스트》. 뉴욕: 하퍼 페레니얼. ISBN 9780062282729.
- — (2017). 《굶주림: 내 몸의 회고록》. 뉴욕: 하퍼. ISBN 9780062362599.
- — (2023). 《의견: 10년간의 논쟁, 비판, 그리고 남의 일에 참견하기》. 뉴욕: 하퍼콜린스. ISBN 9780063341463.

### 편집 작품
- Gay, Roxane, 편집. (2018). 《그렇게 나쁘지 않아: 강간 문화에서 온 이야기》. 뉴욕: 하퍼. ISBN 9780062851468.

### 기타 선정 작품
- Gay, Roxane (2010). 《주체적 위치 전복: 작가로서의 학생과 기술 커뮤니케이터로서의 공학 학생에 대한 새로운 담론을 향하여》 (학위논문/박사논문). 호튼, 미시간: 미시간 공과대학교. OCLC 774576963.